# Braintree (Massachusetts)
Braintree és una ciutat del Comtat de Norfolk (Massachusetts) als Estats Units d'Amèrica.

## Demografia
Segons el cens del 2007 Braintree tenia 34.422 habitants. Segons el cens del 2000, tenia 33.828 habitants, 12.652 habitatges, i 8.907 famílies. La densitat de població era de 939,6 habitants per km².
Dels 12.652 habitatges en un 29,6% hi vivien nens de menys de 18 anys, en un 55,4% hi vivien parelles casades, en un 11,7% dones solteres, i en un 29,6% no eren unitats familiars. En el 24,4% dels habitatges hi vivien persones soles l'11,9% de les quals corresponia a persones de 65 anys o més que vivien soles. El nombre mitjà de persones vivint en cada habitatge era de 2,61 i el nombre mitjà de persones que vivien en cada família era de 3,16.
Per edats la població es repartia de la següent manera: un 22,5% tenia menys de 18 anys, un 6,5% entre 18 i 24, un 28,9% entre 25 i 44, un 24% de 45 a 60 i un 18,1% 65 anys o més.
L'edat mediana era de 40 anys. Per cada 100 dones de 18 o més anys hi havia 84,4 homes.
La renda mediana per habitatge era de 61.790 $ i la renda mediana per família de 73.417$. Els homes tenien una renda mediana de 49.607 $ mentre que les dones 36.034$. La renda per capita de la població era de 28.683$. Entorn del 2,1% de les famílies i el 3,8% de la població estaven per davall del llindar de pobresa.

## Personatges il·lustres
- John Hancock (1737 - 1793) polític

## Poblacions properes
El següent diagrama mostra les poblacions més properes.